# Gran Premio motociclistico della Repubblica Ceca 1998
Il Gran Premio motociclistico della Repubblica Ceca 1998 corso il 23 agosto, è stato il decimo Gran Premio della stagione 1998 e ha visto vincere la Honda di Max Biaggi nella classe 500, Loris Capirossi nella classe 250 e Marco Melandri nella classe 125.

## Classe 500

### Arrivati al traguardo
| Pos | Nº | Pilota                   | Squadra                | Motocicletta | Giri | Tempo     | Griglia | Punti |
| --- | -- | ------------------------ | ---------------------- | ------------ | ---- | --------- | ------- | ----- |
| 1   | 6  | Max Biaggi               | Marlboro Team Kanemoto | Honda        | 22   | 45:12.043 | 2       | 25    |
| 2   | 4  | Àlex Crivillé            | Repsol Honda           | Honda        | 22   | +0.768    | 6       | 20    |
| 3   | 9  | Alex Barros              | Honda Gresini          | Honda        | 22   | +1.546    | 5       | 16    |
| 4   | 2  | Tadayuki Okada           | Repsol Honda           | Honda        | 22   | +2.235    | 7       | 13    |
| 5   | 5  | Norick Abe               | Yamaha Team Rainey     | Yamaha       | 22   | +11.817   | 12      | 11    |
| 6   | 15 | Sete Gibernau            | Repsol Honda           | Honda        | 22   | +11.946   | 16      | 10    |
| 7   | 8  | Carlos Checa             | MoviStar Honda Pons    | Honda        | 22   | +16.317   | 10      | 9     |
| 8   | 12 | Jean-Michel Bayle        | Yamaha Team Rainey     | Yamaha       | 22   | +18.526   | 3       | 8     |
| 9   | 55 | Régis Laconi             | Red Bull Yamaha WCM    | Yamaha       | 22   | +24.157   | 13      | 7     |
| 10  | 10 | Kenny Roberts Jr         | Team Roberts           | Modenas KR3  | 22   | +30.549   | 8       | 6     |
| 11  | 11 | Simon Crafar             | Red Bull Yamaha WCM    | Yamaha       | 22   | +34.563   | 11      | 5     |
| 12  | 3  | Nobuatsu Aoki            | Suzuki Grand Prix      | Suzuki       | 22   | +38.113   | 9       | 4     |
| 13  | 28 | Ralf Waldmann            | Marlboro Team Roberts  | Modenas KR3  | 22   | +38.525   | 4       | 3     |
| 14  | 77 | Eskil Suter              | Muz Roc RennSport      | MuZ Weber    | 22   | +46.145   | 14      | 2     |
| 15  | 19 | John Kocinski            | MoviStar Honda Pons    | Honda        | 22   | +53.129   | 17      | 1     |
| 16  | 17 | Jurgen van den Goorbergh | Dee Cee Jeans Racing   | Honda        | 22   | +54.201   | 15      |       |
| 17  | 14 | Juan Bautista Borja      | Shell Advance Racing   | Honda        | 22   | +1:22.039 | 19      |       |
| 18  | 27 | Katsuaki Fujiwara        | Suzuki Grand Prix      | Suzuki       | 22   | +1:30.723 | 21      |       |
| 19  | 22 | Sébastien Gimbert        | Tecmas Honda Elf       | Honda        | 22   | +1:33.693 | 20      |       |
| 20  | 23 | Matt Wait                | F.C.C. TSR             | Honda        | 22   | +1:33.862 | 24      |       |
| 21  | 88 | Scott Smart              | Millar Honda Britain   | Honda        | 22   | +1:57.956 | 22      |       |

### Ritirati
| Nº | Pilota        | Squadra          | Motocicletta | Giri | Griglia |
| -- | ------------- | ---------------- | ------------ | ---- | ------- |
| 1  | Mick Doohan   | Repsol Honda     | Honda        | 13   | 1       |
| 57 | Fabio Carpani | Polini Inoxmacel | Honda        | 0    | 23      |

### Non partito
| Nº | Pilota      | Squadra              | Motocicletta | Griglia |
| -- | ----------- | -------------------- | ------------ | ------- |
| 18 | Garry McCoy | Shell Advance Racing | Honda        | 18      |

## Classe 250

### Arrivati al traguardo
| Pos | Nº | Pilota              | Squadra                   | Motocicletta | Giri | Tempo     | Griglia | Punti |
| --- | -- | ------------------- | ------------------------- | ------------ | ---- | --------- | ------- | ----- |
| 1   | 31 | Tetsuya Harada      | Aprilia Grand Prix Racing | Aprilia      | 20   | 41:52.318 | 4       | 25    |
| 2   | 65 | Loris Capirossi     | Aprilia Grand Prix Racing | Aprilia      | 20   | +5.207    | 1       | 20    |
| 3   | 34 | Marcellino Lucchi   | Docshop Racing            | Aprilia      | 20   | +28.254   | 3       | 16    |
| 4   | 9  | Jeremy McWilliams   | QUB Team Optimum          | TSR-Honda    | 20   | +30.432   | 6       | 13    |
| 5   | 5  | Tōru Ukawa          | Benetton Honda            | Honda        | 20   | +30.703   | 8       | 11    |
| 6   | 6  | Haruchika Aoki      | F.C.C. TSR                | Honda        | 20   | +31.090   | 10      | 10    |
| 7   | 24 | Jason Vincent       | Padgetts HRC Shop         | TSR-Honda    | 20   | +49.163   | 13      | 9     |
| 8   | 7  | Takeshi Tsujimura   | Semprucci Biesse-Gro      | Yamaha       | 20   | +49.284   | 11      | 8     |
| 9   | 37 | Luca Boscoscuro     | Scuderia AGV Carrizosa    | TSR-Honda    | 20   | +49.398   | 16      | 7     |
| 10  | 17 | José Luis Cardoso   | Antena 3 Yamaha           | Yamaha       | 20   | +50.301   | 19      | 6     |
| 11  | 4  | Stefano Perugini    | Castrol 250               | Honda        | 20   | +57.812   | 7       | 5     |
| 12  | 8  | Luis d'Antín        | Antena 3 Yamaha           | Yamaha       | 20   | +57.996   | 15      | 4     |
| 13  | 21 | Franco Battaini     | Edo Racing                | Yamaha       | 20   | +1:01.297 | 12      | 3     |
| 14  | 12 | Noriyasu Numata     | Rizla Suzuki              | Suzuki       | 20   | +1:10.103 | 9       | 2     |
| 15  | 44 | Roberto Rolfo       | Scuderia AGV Carrizosa    | TSR-Honda    | 20   | +1:15.633 | 17      | 1     |
| 16  | 16 | Johan Stigefelt     | Rizla Suzuki              | Suzuki       | 20   | +1:15.721 | 20      |       |
| 17  | 25 | Yasumasa Hatakeyama | Penguin Racing            | Honda        | 20   | +1:37.942 | 23      |       |
| 18  | 18 | Osamu Miyazaki      | Edo Racing                | Yamaha       | 20   | +1:39.729 | 18      |       |
| 19  | 22 | Matthieu Lagrive    | Chesterfield Elf Tech 3   | Honda        | 20   | +1:39.892 | 24      |       |
| 20  | 14 | Davide Bulega       | OXS Matteoni              | ERP-Honda    | 20   | +1:40.228 | 21      |       |
| 21  | 88 | Vladimír Častka     | Slovnaft Sport Moto       | ERP-Honda    | 20   | +1:49.466 | 22      |       |
| 22  | 89 | Radomil Rous        | Klub Racing Team Znojmo   | Yamaha       | 19   | +1 giro   | 26      |       |

### Ritirati
| Nº | Pilota           | Squadra                 | Motocicletta | Giri | Griglia |
| -- | ---------------- | ----------------------- | ------------ | ---- | ------- |
| 19 | Olivier Jacque   | Chesterfield Elf Tech 3 | Honda        | 11   | 5       |
| 27 | Sebastián Porto  | PR2 Mitsubishi Elaion   | Aprilia      | 11   | 14      |
| 41 | Federico Gartner | PR2 Mitsubishi Elaion   | Aprilia      | 8    | 25      |
| 46 | Valentino Rossi  | Nastro Azzurro Aprilia  | Aprilia      | 0    | 2       |

### Non qualificati
| Nº | Pilota         | Moto   |
| -- | -------------- | ------ |
| 90 | Lukáš Vavrecka | Honda  |
| 91 | Lars Langer    | Yamaha |

## Classe 125

### Arrivati al traguardo
| Pos | Nº | Pilota                | Squadra              | Motocicletta | Giri | Tempo     | Griglia | Punti |
| --- | -- | --------------------- | -------------------- | ------------ | ---- | --------- | ------- | ----- |
| 1   | 13 | Marco Melandri        | Benetton Matteoni    | Honda        | 19   | 42:05.161 | 7       | 25    |
| 2   | 4  | Kazuto Sakata         | UGT 3000             | Aprilia      | 19   | +0.038    | 1       | 20    |
| 3   | 10 | Lucio Cecchinello     | Givi Honda LCR       | Honda        | 19   | +0.364    | 3       | 16    |
| 4   | 32 | Mirko Giansanti       | OXS Matteoni         | Honda        | 19   | +3.745    | 14      | 13    |
| 5   | 8  | Gianluigi Scalvini    | Polini Inoxmacel     | Honda        | 19   | +3.794    | 11      | 11    |
| 6   | 21 | Arnaud Vincent        | Scrab Competition    | Aprilia      | 19   | +7.082    | 13      | 10    |
| 7   | 52 | Hiroyuki Kikuchi      | Givi Honda LCR       | Honda        | 19   | +7.144    | 12      | 9     |
| 8   | 15 | Roberto Locatelli     | Polini Inoxmacel     | Honda        | 19   | +7.260    | 9       | 8     |
| 9   | 26 | Ivan Goi              | Vasco Rossi Racing   | Aprilia      | 19   | +9.179    | 15      | 7     |
| 10  | 9  | Frédéric Petit        | UGT 3000 - RMS       | Honda        | 19   | +12.170   | 16      | 6     |
| 11  | 22 | Steve Jenkner         | Marlboro Team ADAC   | Aprilia      | 19   | +15.272   | 10      | 5     |
| 12  | 29 | Ángel Nieto Jr        | Via Digital Team     | Aprilia      | 19   | +33.909   | 20      | 4     |
| 13  | 17 | Juan Enrique Maturana | Yamaha Kurz Aral     | Yamaha       | 19   | +35.083   | 22      | 3     |
| 14  | 23 | Gino Borsoi           | Motoracing           | Aprilia      | 19   | +35.333   | 19      | 2     |
| 15  | 62 | Yoshiaki Katō         | Semprucci Biesse-Gro | Yamaha       | 19   | +54.524   | 17      | 1     |
| 16  | 65 | Andrea Iommi          | Team Pileri          | Honda        | 19   | +1:14.415 | 26      |       |
| 17  | 16 | Christian Manna       | Semprucci Biesse-Gro | Yamaha       | 19   | +1:30.848 | 24      |       |
| 18  | 89 | Igor Kalab            | Repsol Team          | Honda        | 19   | +2:05.233 | 27      |       |
| 19  | 92 | Michal Březina        | Delta Uamk           | Honda        | 19   | +2:06.630 | 28      |       |
| 20  | 93 | Bohuslav Seifert      | Telemark Racing      | Honda        | 18   | +1 giro   | 30      |       |

### Ritirati
| Nº | Pilota           | Squadra                   | Motocicletta | Giri | Griglia |
| -- | ---------------- | ------------------------- | ------------ | ---- | ------- |
| 20 | Masao Azuma      | Mac Motors Liegeois Comp. | Honda        | 18   | 4       |
| 3  | Tomomi Manako    | UGT - 3000                | Honda        | 15   | 2       |
| 41 | Yōichi Ui        | Yamaha Kurz Aral          | Yamaha       | 14   | 8       |
| 39 | Jaroslav Huleš   | UGT 3000                  | Honda        | 8    | 6       |
| 5  | Masaki Tokudome  | Docshop Racing            | Aprilia      | 7    | 5       |
| 7  | Emilio Alzamora  | Via Digital Team          | Aprilia      | 6    | 18      |
| 91 | Martin Psotny    | Wernberger - Team Hanusc  | Honda        | 4    | 29      |
| 59 | Jerónimo Vidal   | Valencia Aspar            | Aprilia      | 2    | 23      |
| 14 | Federico Cerroni | Scuderia Alfa Nolan       | Aprilia      | 0    | 21      |
| 90 | Jakub Smrž       | Wernberger - Team Hanusc  | Honda        | 0    | 25      |